# Dichiarazione di successione
La Dichiarazione di successione, nel diritto civile italiano, è una dichiarazione che gli eredi e/o legatari di un deceduto sono obbligati a presentare all'Ufficio dell'Agenzia delle entrate competente entro 12 mesi dalla morte nel caso il defunto abbia lasciato anche soltanto un immobile o denaro per almeno 100 000 euro.
In caso di immobili, dopo la presentazione della dichiarazione di successione è necessario procedere alla voltura catastale degli immobili, a favore di eredi e legatari, nelle corrette proporzioni.
La presentazione della dichiarazione di successione e della voltura catastale, oltre ad eventuali altre dichiarazioni e/o comunicazioni, quali ad esempio quelle previste in caso di “beni culturali”, sono obbligatorie per legge.
La mancanza di detti adempimenti comporta sanzioni amministrative e problematiche che vengono scoperte dagli interessati soltanto dopo tempo, con rilevanti sanzioni e limiti. La presentazione tardiva, ma non eccessivamente procrastinata nel tempo viene risolta in modo agevole e non eccessivamente oneroso attraverso il cosiddetto ravvedimento operoso.
L'imposta di successione, relativa a tutti i beni lasciati dal defunto, è dovuta dagli eredi, in solido tra loro, e dai legatari, solo per la loro quota. Al momento della presentazione della dichiarazione di successione, e della voltura catastale, dovranno essere pagate le tasse e imposte (tributi speciali, imposte ipotecarie, catastali e di bollo, tasse ipotecarie), ad eccezione dell'imposta di registro, che, se dovuta, verrà richiesta in seguito direttamente dall'Agenzia delle Entrate.
In presenza di immobili (terreno e fabbricati), deve essere presentata la richiesta di voltura al catasto entro 30 giorni dalla presentazione della dichiarazione di successione, al fine di aggiornare i dati relativi ai soggetti proprietari e alla misura del possesso.
Dal 15 marzo 2018 è disponibile la nuova procedura per la successione in modalità telematica. 
La dichiarazione di successione dev'essere redatta (preferibilmente da esperti in materie notarili) attraverso i moduli forniti dall'ufficio  del  registro  o conforme al modello approvato con decreto del Ministro delle finanze pubblicato nella Gazzetta Ufficiale, a pena di nullità, e deve essere sottoscritta da almeno uno degli obbligati o da un suo rappresentante negoziale.
La dichiarazione di successione rappresenta un atto redatto per fini fiscali, attraverso il quale l'Agenzia delle entrate predispone il pagamento dell'imposta di successione nonché le eventuali volture catastali. Inoltre essa viene protocollata dalla stessa agenzia. Una copia della dichiarazione protocollata viene quasi sempre richiesta dalle banche per poter sbloccare conti, azioni od obbligazioni del de cuius, e alcune sentenze della Cassazione hanno chiarito che le dichiarazioni di successione sarebbero un "elemento indiziario" di accettazione tacita dell'eredità.
La legge italiana non sembra specificare esplicitamente se la dichiarazione debba essere presentata da tutti gli eredi oppure anche solo da un solo erede. Ciononostante, è prassi consolidata che la dichiarazione venga presentata solo da uno degli eredi.

### Riferimenti normativi
- Artt. 28 e 50-54 del Decreto legislativo 31 ottobre 1990, n. 346 - Approvazione del testo unico delle disposizioni concernenti l'imposta sulle successioni e donazioni.